# Bursa quirihorai
Bursa quirihorai is een slakkensoort uit de familie van de Bursidae. De wetenschappelijke naam van de soort is voor het eerst geldig gepubliceerd in 1987 door Beu.